# Armorloricus elegans
Armorloricus elegans is een soort in de taxonomische indeling van de corsetdiertjes. 
De diersoort behoort tot het geslacht Armorloricus en behoort tot de familie Nanaloricidae. De wetenschappelijke naam van de soort werd voor het eerst geldig gepubliceerd in 2004 door Kristensen & Gad.